# Nienhagen (Staufenberg)
Nienhagen ist ein Ortsteil der Gemeinde Staufenberg im Landkreis Göttingen, Süd-Niedersachsen (Deutschland).

## Geographie
Der Ort liegt auf einer weitläufigen Wiesen- und Ackerfläche zwischen den Wäldern des Kaufunger Walds im Naturpark Münden. Oberhalb bzw. nur wenige Kilometer nordöstlich des Tals der Nieste befindet sich Nienhagen zwischen 250 und 300 m Höhe nur etwas östlich von Kassel. Es liegt am Ingelheimbach, einem rechten Zufluss der Nieste.
Eine Touristenattraktion von Nienhagen ist der 2,5 km lange Barfußpfad, der sich südöstlich des Orts im Wald befindet.

## Geschichte
Die erste urkundliche Erwähnung Nienhagens fand am 7. Mai 1351 statt, als Herzog Ernst I. den Ritter Otto von Holthusen, sowie dessen Söhne Hermann und Otto mit einem Burglehn auf dem Schloss Münden ausstattet und mit dem halben Dorf Nygen Haghen bei Escherode belehnt. Die Witwe des Ritters Otto und dessen Sohn Otto verkauften in der Folgezeit das Burglehen sowie das halbe Dorf Nienhagen mit Bewilligung des Herzogs an die Brüder Hermann und Conrad Waldschmidt von Imbsen am 17. März 1371 für 23 Mark lötigen Silbers. Im Jahre 1551 wurde die Mühle am Ingelheimbach angelegt, 1867 wurde ein neuer Kirchenbau realisiert.
Ähnlich wie andere Dörfer im Kreis Münden war ein wichtiger Erwerbszweig früher die Töpferei. Dabei wurde der Ton vom Steinberg abgebaut, die hergestellten Teller, Töpfe und Tassen wurden häufig die Weser abwärts verschifft. An Einwohnern zählte der Ort um 1700 29, diese Zahl wuchs bis 1867 auf 299 an und erreichte 1875 332 Personen.
Am 1. Januar 1973 wurde Nienhagen in die neue Gemeinde Staufenberg eingegliedert.

## Ortsrat
Der Ortsrat setzt sich aus sieben Ratsfrauen und Ratsherren zusammen.
| Partei | Prozent | Sitze |
| ------ | ------- | ----- |
| SPD    | 25,48   | 2     |
| WfN*   | 74,52   | 5     |

*Wählergruppe "Wir für Nienhagen"
(Stand: Kommunalwahl am 12. September 2021)